# 大津市立和邇小学校
大津市立和邇小学校（おおつしりつ わにしょうがっこう）は、滋賀県大津市和邇中にある市立の小学校。

## 所在地
- 滋賀県大津市和邇中190 [1]

## 沿革
- 1873年 設置 [2]

## 校区
- 大津市 [3]
  - 和邇北浜
  - 栗原
  - 和邇中浜
  - 和邇高城
  - 和邇中
  - 和邇南浜
  - 和邇春日1丁目 - 3丁目
  - 和邇今宿
  - 小野

## 主な進学先
卒業後は基本的に大津市立志賀中学校に進学する。

## 著名な卒業生
- 田中聡（プロ野球選手）
- 小熊凌祐（プロ野球選手・中日ドラゴンズ）
- はなお（YouTuber、はなおでんがん）